# Ivan Bella
Ivan Bella (Brezno, 25 mei 1964) is een Slowaaks voormalig ruimtevaarder. In 1999 werd hij de eerste Slowaak in de ruimte. 
Bella’s eerste en enige ruimtevlucht was Sojoez TM-29 die op 20 februari 1999 gelanceerd werd. Het was een Russische expeditie naar het ruimtestation Mir dat deel uitmaakte van het Sojoez-programma. Hij keerde terug met de Sojoez TM-28 en landde in Kazachstan op 28 februari. 